# Fussballclub Biel/Bienne 2009-2010
Questa voce raccoglie le informazioni riguardanti il Fussballclub Biel/Bienne nelle competizioni ufficiali della stagione 2009-2010.

## Stagione
Nella stagione 2009-2010 il Bienne, allenato da Philippe Perret, concluse il campionato di Challenge League al 7º posto. In Coppa Svizzera il Bienne fu eliminato ai quarti di finale dal Basilea.

## Rosa
| N. |                     | Ruolo | Calciatore          |
| -- | ------------------- | ----- | ------------------- |
| 1  | Svizzera (bandiera) | P     | Alain Meyer         |
| 2  | Svizzera (bandiera) | D     | Jérémy Niederhauser |
| 3  | Svizzera (bandiera) | C     | Patrick Wanner      |
| 4  | Svizzera (bandiera) | D     | Nicolas Kehrli      |
| 5  | Svizzera (bandiera) | D     | Selim Boz           |
| 6  | Svizzera (bandiera) | C     | Christoph Baumann   |
| 7  | Svizzera (bandiera) | C     | Dennis Hediger      |
| 8  | Italia (bandiera)   | C     | Dario Dussin        |
| 9  | Svizzera (bandiera) | A     | Loïc Chatton        |
| 10 | Spagna (bandiera)   | C     | David Casasnovas    |
| 11 | Svizzera (bandiera) | A     | Adrian Moser        |
| 12 | Svizzera (bandiera) | C     | Pietro Di Nardo     |

| N. |                     | Ruolo | Calciatore       |
| -- | ------------------- | ----- | ---------------- |
| 13 | Svizzera (bandiera) | C     | Labinot Sheholli |
| 14 | Svizzera (bandiera) | A     | Lucien Dénervaud |
| 15 | Svizzera (bandiera) | C     | Yanick Heiniger  |
| 16 | Svizzera (bandiera) | C     | Ramon Egli       |
| 17 | Svizzera (bandiera) | C     | Marco Mathys     |
| 18 | Svizzera (bandiera) | P     | Pascal Werro     |
| 19 | Svizzera (bandiera) | D     | Sandro Galli     |
| 22 | Serbia (bandiera)   | C     | Boban Maksimović |
| 23 | Svizzera (bandiera) | C     | Maxime Vuille    |
| 24 | Svizzera (bandiera) | D     | Fabio De Feo     |
| 33 | Svizzera (bandiera) | D     | Dennis Iapichino |

## Organigramma societario
Area tecnica
- Allenatore: Philippe Perret
- Allenatore in seconda: Robert Lüthi
- Preparatore dei portieri: Peter Scheurer
- Preparatori atletici:

## Calciomercato

### Sessione estiva
| Acquisti | Acquisti          | Acquisti          | Acquisti |
| R.       | Nome              | da                | Modalità |
| -------- | ----------------- | ----------------- | -------- |
| C        | Christoph Baumann | Breitenrain       |          |
| A        | Lucien Dénervaud  | Yverdon           |          |
| C        | Pietro Di Nardo   | Thun              |          |
| C        | Marco Mathys      | Concordia Basilea |          |
| A        | Giuseppe Morello  | Concordia Basilea |          |
| A        | Adrian Moser      | Thun              |          |

| Cessioni | Cessioni            | Cessioni      | Cessioni |
| R.       | Nome                | a             | Modalità |
| -------- | ------------------- | ------------- | -------- |
| P        | Jeffrey Grosjean    | Young Boys II |          |
| C        | Erhan Kavak         | Thun          |          |
| D        | Aron Liechti        | Young Boys    |          |
| A        | Franck Madou        | Losanna       |          |
| A        | Sokol Maliqi        | APEP Pitsilia |          |
| C        | Christian Schneuwly | Young Boys    |          |

### Sessione invernale
| Acquisti | Acquisti         | Acquisti        | Acquisti |
| R.       | Nome             | da              | Modalità |
| -------- | ---------------- | --------------- | -------- |
| D        | Sandro Galli     | Thun            |          |
| D        | Dennis Iapichino | Basilea II      |          |
| C        | Boban Maksimović | Vojvodina       |          |
| C        | Maxime Vuille    | Neuchâtel Xamax |          |

| Cessioni | Cessioni         | Cessioni   | Cessioni |
| R.       | Nome             | a          | Modalità |
| -------- | ---------------- | ---------- | -------- |
| A        | Giuseppe Morello | Young Boys |          |
| A        | Kaua Safari      | Grenchen   |          |
| C        | Claudio Zenger   | Wil        |          |

## Risultati

### Challenge League

#### andata
| Arbitro: | Hänni |

|                     |           |  |
| Proschwitz 49’, 80’ | Marcatori |  |

| Arbitro: | Gremaud |

|                             |           |  |
| Morello 18’, 31’ Mathys 49’ | Marcatori |  |

| Arbitro: | Gut |

|             |           |                   |
| Morello 70’ | Marcatori | 76’ (aut.) Kehrli |

| Arbitro: | Laperrière |

|                       |           |  |
| Marazzi 45’ Madou 79’ | Marcatori |  |

| Arbitro: | Bertolini |

|            |           |                                                     |
| Romero 16’ | Marcatori | 28’, 29’ Dénervaud 37’ Moser 56’ Morello 89’ Dussin |

| Arbitro: | Huwiler |

|                        |           |                     |
| Morello 73’ Mathys 90’ | Marcatori | 32’ Tozé 65’ Tréand |

| Arbitro: | Graf |

|                                 |           |  |
| Tadić 11’ Ribeiro 43’ Pacar 90’ | Marcatori |  |

| Arbitro: | Devouge |

|                             |           |                                         |
| Dussin 80’ Morello 89’, 90’ | Marcatori | 40’ Emeghara 66’ Bieli 71’ (rig.) Antić |

| Arbitro: | Klossner |

|                                                   |           |  |
| Moser 51’ Morello 66’ Casasnovas 76’ Heiniger 90’ | Marcatori |  |

| Arbitro: | Winter |

|            |           |           |
| Blumer 58’ | Marcatori | 67’ Moser |

| Arbitro: | Gremaud |

|                                                                                     |           |  |
| Dénervaud 8’, 39’ Dussin 11’ Casasnovas 18’ Morello 47’, 81’ Mathys 72’ Chatton 90’ | Marcatori |  |

| Arbitro: | Jaccottet |

|             |           |             |
| Preisig 27’ | Marcatori | 37’ Morello |

| Arbitro: | Amhof |

|                                                 |           |                                |
| Mathys 11’ Ziccardi 23’ (aut.) Morello 44’, 54’ | Marcatori | 12’ Mekheldi 90’ (rig.) Senger |

| Arbitro: | Amhof |

|                                     |           |                    |
| Staubli 31’ N'Ganga 50’ Berisha 76’ | Marcatori | 42’ Egli 73’ Moser |

| Arbitro: | Gut |

|                             |           |          |
| Sheholli 54’ Casasnovas 58’ | Marcatori | 6’ Pepsi |

#### Ritorno
| Arbitro: | Amhof |

|                       |           |                          |
| Graf 34’ Avanzini 59’ | Marcatori | 40’ Mathys 73’ Dénervaud |

| Arbitro: | Grossen |

|                      |           |            |
| Mathys 11’ Moser 35’ | Marcatori | 40’ Silvio |

| Arbitro: | Bieri |

|              |           |  |
| Bentayeb 25’ | Marcatori |  |

| Arbitro: | Gut |

|           |           |                             |
| Galli 88’ | Marcatori | 26’ Rodríguez 28’ Čavušević |

| Arbitro: | Klossner |

|             |           |  |
| Chatton 64’ | Marcatori |  |

| Arbitro: | Wermelinger |

|                |           |  |
| de Azevedo 87’ | Marcatori |  |

| Arbitro: | Hänni |

|                                                   |           |           |
| Dénervaud 7’ Mathys 37’ Sheholli 57’ Heiniger 79’ | Marcatori | 51’ Pacar |

| Arbitro: | Huwiler |

|              |           |              |
| Emeghara 29’ | Marcatori | 18’ Sheholli |

| Arbitro: | Amhof |

|                          |           |                    |
| Bouziane 50’ Glarner 56’ | Marcatori | 41’, 47’ Dénervaud |

| Arbitro: | Gremaud |

|                             |           |                                |
| Sheholli 30’ Maksimović 42’ | Marcatori | 32’ Marazzi 36’ (rig.) Carrupt |

| Arbitro: | Klossner |

|          |           |           |
| Alic 38’ | Marcatori | 35’ Moser |

| Bienne 24 aprile 2010, ore 18:00 CEST 27ª giornata | Bienne      | 0 – 0 referto | Sciaffusa | Gurzelen (564 spett.)\| Arbitro: \| Wermelinger \| |
| Arbitro:                                           | Wermelinger |               |           |                                                    |

| Arbitro: | Bieri |

|              |           |  |
| Heiniger 55’ | Marcatori |  |

| Arbitro: | Speranda |

|              |           |            |
| Besseyre 30’ | Marcatori | 27’ Mathys |

| Arbitro: | Grossen |

|                              |           |  |
| Gourmi 29’ (rig.) Osmani 68’ | Marcatori |  |

### Coppa Svizzera
| 18 settembre 2009, ore 20:00 CEST Primo turno | Langenthal | 0 – 3 | Bienne |  |

| 18 ottobre 2009, ore 14:30 CEST Secondo turno | Bienne | 3 – 2 | Aarau |  |

| 21 novembre 2009, ore 16:00 CET Ottavi di finale | Rapperswil-Jona | 3 – 5 | Bienne |  |

| 12 dicembre 2009, ore 17:45 CET Quarti di finale | Basilea | 3 – 1 | Bienne |  |

## Statistiche

### Statistiche di squadra
| Competizione     | Punti | In casa | In casa | In casa | In casa | In casa | In casa | In trasferta | In trasferta | In trasferta | In trasferta | In trasferta | In trasferta | Totale | Totale | Totale | Totale | Totale | Totale | DR  |
| Competizione     | Punti | G       | V       | N       | P       | Gf      | Gs      | G            | V            | N            | P            | Gf           | Gs           | G      | V      | N      | P      | Gf     | Gs     | DR  |
| ---------------- | ----- | ------- | ------- | ------- | ------- | ------- | ------- | ------------ | ------------ | ------------ | ------------ | ------------ | ------------ | ------ | ------ | ------ | ------ | ------ | ------ | --- |
| Challenge League | 42    | 15      | 9       | 5       | 1       | 38      | 15      | 15           | 1            | 7            | 7            | 16           | 24           | 30     | 10     | 12     | 8      | 54     | 39     | +15 |
| Coppa Svizzera   | -     | 1       | 1       | 0       | 0       | 3       | 2       | 3            | 2            | 0            | 1            | 9            | 6            | 4      | 3      | 0      | 1      | 12     | 8      | +4  |
| Totale           | 42    | 16      | 10      | 5       | 1       | 41      | 17      | 18           | 3            | 7            | 8            | 25           | 30           | 34     | 13     | 12     | 9      | 66     | 47     | +19 |

### Andamento in campionato
| Giornata  | 1  | 2 | 3  | 4  | 5 | 6 | 7  | 8  | 9 | 10 | 11 | 12 | 13 | 14 | 15 | 16 | 17 | 18 | 19 | 20 | 21 | 22 | 23 | 24 | 25 | 26 | 27 | 28 | 29 | 30 |
| --------- | -- | - | -- | -- | - | - | -- | -- | - | -- | -- | -- | -- | -- | -- | -- | -- | -- | -- | -- | -- | -- | -- | -- | -- | -- | -- | -- | -- | -- |
| Luogo     | T  | C | C  | T  | T | C | T  | C  | C | T  | C  | T  | C  | T  | C  | T  | C  | T  | C  | C  | T  | C  | T  | T  | C  | T  | C  | C  | T  | T  |
| Risultato | P  | V | N  | P  | V | N | P  | N  | V | N  | V  | N  | V  | P  | V  | N  | V  | P  | P  | V  | P  | V  | N  | N  | N  | N  | N  | V  | N  | P  |
| Posizione | 15 | 9 | 10 | 12 | 7 | 6 | 10 | 11 | 8 | 9  | 6  | 8  | 6  | 7  | 6  | 6  | 4  | 5  | 5  | 4  | 6  | 4  | 4  | 5  | 6  | 7  | 7  | 6  | 6  | 7  |

Legenda:

Luogo: C = Casa; T = Trasferta. Risultato: V = Vittoria; N = Pareggio; P = Sconfitta.

### Statistiche dei giocatori
| C. Baumann      | 13 | 0  | 3 | 1 |
| S. Boz          | 21 | 0  | 7 | 0 |
| D. Casasnovas   | 17 | 3  | 1 | 0 |
| L. Chatton      | 22 | 2  | 2 | 0 |
| F. De Feo       | 0  | 0  | 0 | 0 |
| P. Di Nardo     | 21 | 0  | 4 | 0 |
| D. Dussin       | 12 | 3  | 3 | 0 |
| L. Dénervaud    | 23 | 8  | 0 | 0 |
| R. Egli         | 25 | 1  | 3 | 1 |
| S. Galli        | 14 | 1  | 2 | 1 |
| D. Hediger      | 23 | 0  | 6 | 0 |
| Y. Heiniger     | 26 | 3  | 0 | 0 |
| D. Iapichino    | 12 | 0  | 2 | 1 |
| N. Kehrli       | 18 | 0  | 1 | 0 |
| B. Maksimović   | 7  | 1  | 0 | 0 |
| M. Mathys       | 28 | 8  | 2 | 0 |
| A. Meyer        | 5  | 0  | 0 | 0 |
| G. Morello      | 13 | 13 | 1 | 0 |
| A. Moser        | 28 | 6  | 4 | 0 |
| J. Niederhauser | 8  | 0  | 1 | 0 |
| K. Safari       | 3  | 0  | 0 | 0 |
| L. Sheholli     | 26 | 4  | 6 | 0 |
| M. Vuille       | 12 | 0  | 0 | 0 |
| P. Wanner       | 1  | 0  | 0 | 0 |
| P. Werro        | 25 | 0  | 2 | 0 |
| C. Zenger       | 11 | 0  | 0 | 0 |